# كأس فرنسا 2013–14
كأس فرنسا 2013–14 (بالفرنسية: Coupe de France de football 2013-2014)‏ هو الموسم 97 من  كأس فرنسا. أقيم خلال الفترة 15 سبتمبر 2013 وحتى 3 مايو 2014، وأشرف على تنظيمه اتحاد فرنسا لكرة القدم، وفاز فيه نادي غانغون.